# Le Pin (Calvados)
Le Pin is een gemeente in het Franse departement Calvados (regio Normandië) en telt 734 inwoners (2009). De plaats maakt deel uit van het arrondissement Lisieux.

## Geografie
De oppervlakte van Le Pin bedraagt 11,6 km², de bevolkingsdichtheid is 55,8 inwoners per km².
De onderstaande kaart toont de ligging van Le Pin (Calvados) met de belangrijkste infrastructuur en aangrenzende gemeenten.

## Demografie
Onderstaande figuur toont het verloop van het inwonertal (bron: INSEE-tellingen).
Vanwege een beveiligingsprobleem met de MediaWiki Graph-software is het momenteel niet mogelijk deze grafiek weer te geven. Zodra de software is bijgewerkt zal de grafiek vanzelf weer zichtbaar worden.